# Chiesa di San Benedetto Abate (Orsago)
La chiesa di San Benedetto Abate è la parrocchiale di Orsago, in provincia di Treviso e diocesi di Vittorio Veneto; fa parte della forania Pontebbana.

## Storia
La primitiva cappella di Orsago fu fondata probabilmente da alcuni monaci benedettini, che forse in epoca medievale avevano in zona un convento; non si sa quando il paese fu eretto a parrocchia autonoma, anche se è ipotizzabile che sia avvenuto nel Cinquecento.
La prima pietra della nuova chiesa venne posta nel 1676; l'edificio fu consacrato la prima domenica di settembre del 1695 dal vescovo di Cittanova Nicolò Gabrieli.
Il sisma del 29 giugno 1873 lesionò la struttura, la quale subì ulteriori danni tra il 1917 e il 1918 allorché l'esercito austro-ungarico, che aveva invaso il Veneto dopo la rotta di Caporetto, l'adibì a ospedale da campo; il terremoto del 1936 causò nuovi problemi, che furono sanati con un intervento di restauro completato nel 1944.

## Descrizione

### Esterno
La facciata a capanna della chiesa, rivolta a ponente, è scandita da quattro lesene tuscaniche, sorreggenti il frontone in cui si apre un oculo, e presenta centralmente il portale d'ingresso, realizzato dal cenedese Tiziano Bortoluzzi, e sopra tre nicchie vuote, sormontate da timpani semicircolari.
Vicino alla parrocchiale sorge il campanile a base quadrata, costruito alla fine del XVIII secolo; la cella presenta su ogni lato una monofora a tutto sesto ed è coronata dal tetto a otto falde poggiante sul tamburo.

### Interno
L'interno dell'edificio si compone di un'unica navata, sulla quale si affacciano le cappelle laterali e le cui pareti sono scandite da lesene corinzie sorreggenti la trabeazione modanata e aggettante sopra la quale si imposta la volta; al termine dell'aula si sviluppa il presbiterio, rialzato di tre gradini e chiuso dall'abside quadrata.
Qui sono conservate diverse opere di pregio, tra le quali l'affresco della volta raffigurante la Trinità e Gloria di Maria Immacolata e di San Benedetto, eseguito probabilmente da Giambattista Canal, i due dipinti ritraenti rispettivamente l'Adorazione dei Magi e l'Adorazione dei pastori, realizzati da Gaspare Fiorentini, e l'altare maggiore, costruito all'inizio del XVIII secolo dai fratelli veneziani Giobatta e Domenico Franceschini.